# Panamaskandal
Der Panamaskandal war ein Bestechungsskandal zur Zeit der Dritten Französischen Republik Ende des 19. Jahrhunderts. Er wurde am 6. September 1892 durch einen Artikel in der antisemitischen Zeitung La Libre Parole bekannt.

## Entwicklung

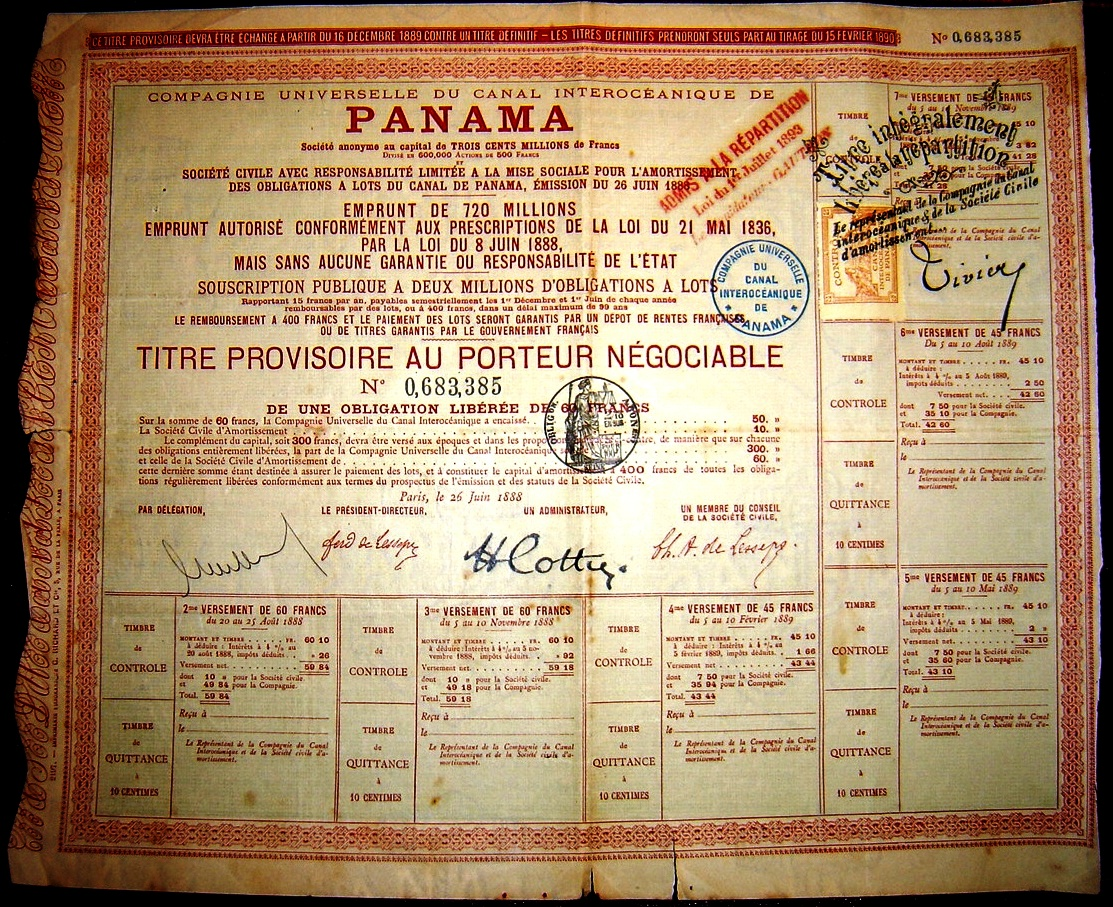
Gewinnobligationen (obligations à lots) der Panamagesellschaft

1879 wurde eine französische Gesellschaft gegründet, um den Bau des Panamakanals unter Ferdinand de Lesseps zu finanzieren. Die Gesellschaft versuchte, ihre Finanzlage mithilfe der Ausgabe von Losanleihen zu verbessern. Die gesetzliche Genehmigung hierfür wurde u. a. von Lesseps Teilhabern Cornelius Herz und Baron Jacques de Reinach durch Bestechung zahlreicher Politiker und Journalisten eingeholt. Trotz der Ausgabe der letzten Anleihen von 1888 erwies es sich als unmöglich, die Situation zu bereinigen, und die Gesellschaft wurde am 4. Februar 1889 gerichtlich liquidiert, was den Ruin von 85.000 Zeichnern zur Folge hatte.

## Aufdeckung
Am 6. September 1892 deckte Édouard Drumont, ein antisemitischer und antiparlamentarischer Journalist, der vertrauliche Dokumente, die den deutsch-jüdischen Bankier Jacques Baron de Reinach betrafen, erhalten hatte, den Skandal in seiner Tageszeitung La Libre Parole auf. Drumont war von 3. November 1892 bis zum 3. Februar 1893 wegen einer anderen Affäre im Gefängnis Sainte-Pélagie inhaftiert und enthüllte von seiner Zelle aus die Namen der korrupten Politiker und Journalisten und deckte die Mechanismen des Betrugs auf. Am 19. November enthüllte die Zeitung La Cocarde die Namen weiterer Politiker, darunter insbesondere Charles Floquet, Präsident der Abgeordnetenkammer.
Die Affäre erregte großes Aufsehen: Der Baron de Reinach wurde am 20. November tot aufgefunden und Cornelius Herz floh nach England, wo er der Justiz entging.

## Verarbeitung

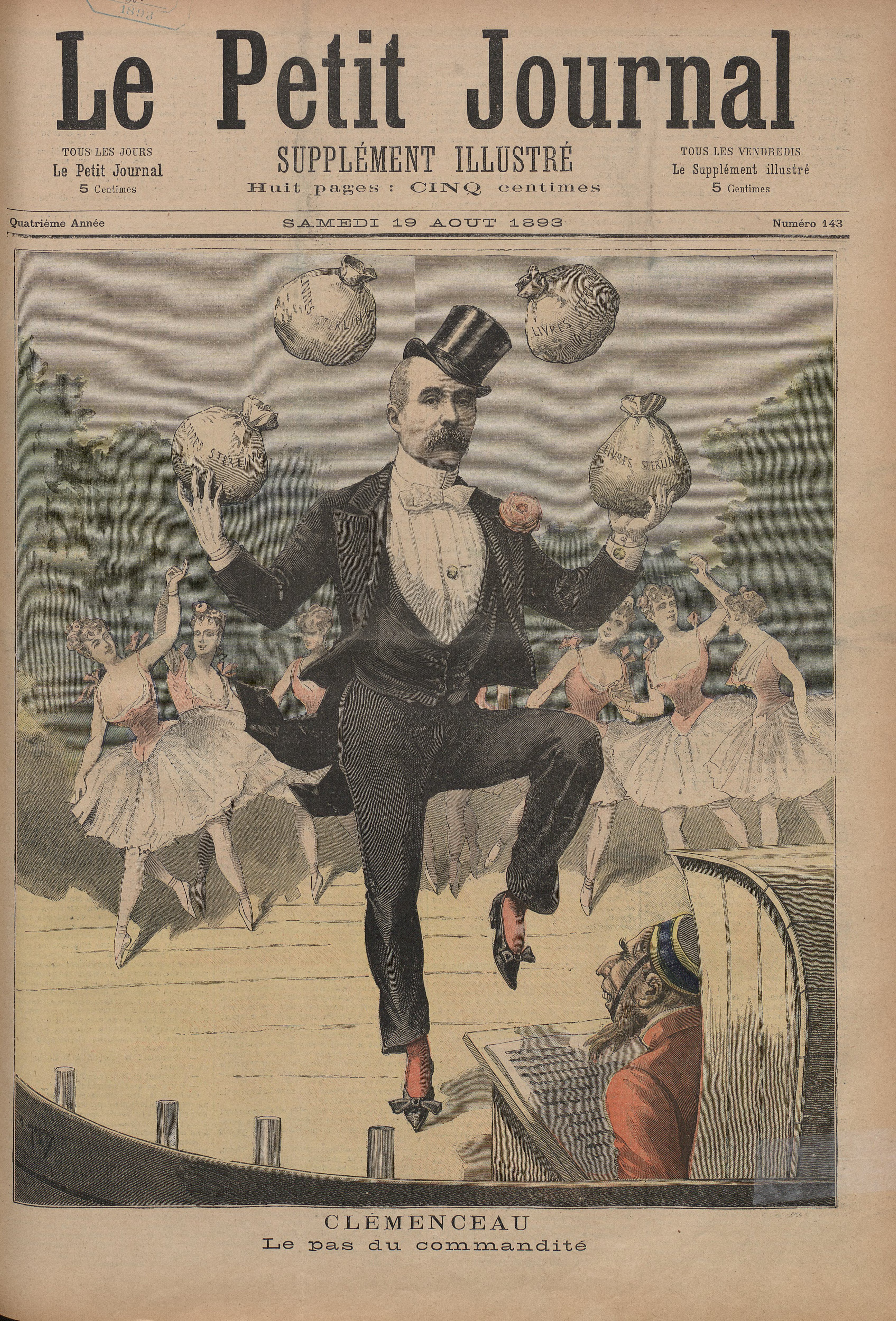
Antisemitische Karikatur: Georges Clemenceau wird von einem stereotyp dargestellten und von der Öffentlichkeit abgeschirmten Juden souffliert

Daraufhin wurde eine Untersuchungskommission eingesetzt. Premierminister Émile Loubet und der Minister für Marine und Kolonien, Auguste Burdeau, traten zurück; der Finanzminister Maurice Rouvier wurde beschuldigt und trat zurück; ebenfalls beschuldigt wurden Gambettas ehemaliger Minister Antonin Proust und Georges Clemenceau. Clemenceau wurde daraufhin Opfer einer hasserfüllten Pressekampagne und verlor am 5. September 1893 seinen Sitz als Abgeordneter des Departements Var. Diese Episode seiner langen politischen Karriere inspirierte ihn zu dem berühmten Ausspruch: „Verleumden Sie, verleumden Sie, es wird immer etwas übrig bleiben.“
Insgesamt sollen 104 Parlamentarier Beträge zwischen 1.000 und 300.000 Francs erhalten haben. Der Skandal endete 1893 mit der Verurteilung des ehemaligen Ministers für öffentliche Arbeiten, Charles Baïhaut, zu fünf Jahren Gefängnis. Burdeau übernahm im Dezember 1893 wieder das Finanzressort. Rouvier wurde entlastet. Ferdinand de Lesseps, Gustave Eiffel und ihre Geschäftspartner wurden zu Haftstrafen verurteilt. Ferdinand de Lesseps entging seiner fünfjährigen Gefängnisstrafe jedoch aufgrund eines Formfehlers. Charles de Lesseps, der Sohn von Ferdinand, wurde zur gleichen Strafe wie sein Vater verurteilt und erhielt in einem anderen Verfahren eine einjährige Haftstrafe wegen Bestechung. Gustave Eiffel wurde am 9. Februar 1893 vom Pariser Berufungsgericht zu zwei Jahren Gefängnis und einer Geldstrafe von 20.000 Francs verurteilt und schließlich nach einer Untersuchung, die ergab, dass er nicht in die Unterschlagungen verwickelt war, am 15. Juni 1893 vom Kassationsgericht rehabilitiert.
Drei französische Regierungen waren von dem Skandal geprägt: Das Kabinett Loubet, das Kabinett Ribot I und das Kabinett Ribot II.
Am Panamaskandal waren auch einige jüdische Finanziers (Cornélius Herz, Jacques de Reinach, Émile Arton, Louis Andrieux) beteiligt, was dem Antisemitismus in Frankreich Vorschub leistete. Drumont behauptete in seinen antikapitalistischen Kolumnen in La libre parole immer wieder, Frankreichs Politik und Finanzen lägen „fast vollständig in jüdischen Händen“. 1896 veröffentlichte er das Buch De l’or, de la boue, du sang. Du Panama à l’anarchie („Von Gold, Schlamm und Blut. Von Panama zur Anarchie“).
Der Skandal destabilisierte die Dritte Republik nicht. Dies lag wohl unter anderem daran, dass das Interesse der Öffentlichkeit ab November 1894 von der Dreyfus-Affäre in Anspruch genommen wurde. Begünstigt durch den rasanten Aufstieg und wachsenden Einfluss der französischen Presse förderte der Panamaskandal eine Politisierung vor allem der unteren Bevölkerungsschichten.

## Belege
1. 1 2  Philippe Conrad: « Panama et les « chéquards » ». La Nouvelle Revue d’histoire, no 81 November – Dezember 2015, S. 51–53.
2. ↑  Michel Winock (2007): Clemenceau. Editions Perrin (ISBN 978-2-262-01848-1), Kap. XII.
3. ↑  « Calomniez, calomniez, il en restera toujours quelque chose »
4. ↑  Jean-Guy Degos, Christian Prat dit Hauret: L’échec du canal de Panama (Memento vom 12. September 2014 im Webarchiv archive.today) In: cairn.info. 9. August 2008 (französisch)
5. ↑  Frédéric Seitz: Gustave Eiffel : Le triomphe de l’ingénieur. éd. Armand Colin, 2014, ISBN 978-2-200-27196-1 (französisch).
6. ↑  Bjoern Weigel: La Libre Parole (Frankreich, 1892–1924). In: Wolfgang Benz (Hrsg.): Handbuch des Antisemitismus. Judenfeindschaft in Geschichte und Gegenwart. Band 6: Publikationen. De Gruyter Saur, Berlin/Boston 2013, ISBN 978-3-11-025872-1, S. 431 f.